# Kreolské jazyky na bázi malajštiny
Kreolské jazyky na bázi malajštiny jsou kreolské jazyky vycházející z malajštiny nebo indonéštiny. Většinou těchto jazyků se mluví v Indonésii.

## Seznam kreolských jazyků na bázi malajštiny
- Baba malajština, mluví se jím v Malajsii, ve státě Malakka.[1][2]
- Peranakanština, je velmi podobná baba malajštině, ale na rozdíl od ní vychází z indonéštiny, a ne z malajštiny. Používá se v Indonésii, na východní Jávě. Byla ovlivněna i javánštinou a čínštinou.[3][2]
- Betawská malajština, jmenuje se podle města Batavia (dnes známo jako Jakarta). Používá se hlavně v Jakartě. Mluví jím národ Betawanů. Byl ovlivněn javánštinou, sundánštinou, arabštinou, čínštinou, portugalštinou, nizozemštinou a balijštinou.[4]
- Malakkanská kreolizovaná malajština, mluví se jím od 16. století. Mluvili jí tamilští obchodníci, dnes jí mluví asi 300 lidí v Malajsii.[5]
- Srílanská malajština, používá se na Srí-Lance. Jedná se o kreolizovaný mix malajštiny, sinhálštiny a tamilštiny.
- Broome Pearling Lugger Pidgin, je sporné, jestli se jedná o kreolský jazyk nebo pidžin. Používá se v Západní Austrálii a nemá žádné rodilé mluvčí, používají ho různé národnosti v této oblasti pro komunikaci mezi sebou. Byl ovlivněn japonštinou, angličtinou, jazyky australských domorodců a místními pidžiny.
- Sabahská malajština, používá se v malajském státě Sabah a na Filipínách, na souostroví Sulu.[6][7]
- Baijská malajština, jazyk obchodníků, používá se na ostrově Bali.[8]

### Východoindonéské jazyky
Navzájem příbuzné jazyky, používané ve východní Indonésii, jsou si navzájem příbuzné.
- Bakanská malajština, vychází z brunejské malajštiny, používá se na ostrově Bakan v souostroví Severní Moluky. Je téměř vymřelý.[10]
- Manadská malajština, používá se jako lingua franca ve městech Manado a okolí, v oblasti Severní Sulawesi na ostrově Celebes.
- Gorap, používá se na ostrovech Morotai a Halmahera. Jazyk je téměř vymřelý.[11]
- Severomolucká malajština, používá se na několika ostrovech na Severních Molukách.
- Kupanzká malajština, používá se ve městě Kupang, v západní části ostrova Timor v Indonésii. Vychází ze staré archaické malajštiny a byl silně ovlivněn portugalštinou, nizozemštinou a místními jazyky. Je velmi podobná ambonské malajštině.[12]
- Ambonská malajština, používá se na Molukách.
- Alorská malajština, používá se na Alorském souostroví, vychází z kupanzké malajštiny.
- Bandská malajština, používá se na Bandských ostrovech na Molukách.[13]
- Papuánská malajština, vychází z indonéštiny, používá se na Západní Papui.[14]